# NVPI
NVPI – holenderska organizacja przemysłu rozrywkowego reprezentująca interesy większości holenderskich firm muzycznych, wydawców treści audiowizualnych na nośnikach cyfrowych i internetowych oraz wydawców gier i innych interaktywnego oprogramowania.
NVPI jest federacją składająca się z: NVPI Audio, NVPI Video i NVPI Interactief, z których każda jest administrowana przez odrębne zarządy. NVPI Interactief jest członkiem europejskiej organizacji ISFE.
NVPI reprezentuje przemysł rozrywkowy w rządzie, prasie i polityce.
Organizacja zajmuje się przyznawaniem certyfikatów sprzedaży, tj. złotych i platynowych płyt.